# Folclore mormón
El folclore mormón es un conjunto de elementos culturales exclusivo de los miembros de la Iglesia de Jesucristo de los Santos de los Últimos Días (Iglesia SUD) y algunas sectas del movimiento Santos de los últimos días. El folclore mormón incluye cuentos, elementos de la historia oral, creencias populares, costumbres, música, chistes y tradiciones culturales relacionados con la iglesia, sus orígenes y teología restauracionista. En los estudios de folclore, el movimiento SUD puede verse como un grupo geográfico, ya que el grupo principal de los devotos se establecieron en el territorio de Utah y tenían en ese entonces una religión común, obligados a modificar su entorno para sobrevivir. : 115 Esta área regional histórica incluye Utah, el sureste de Idaho, partes de Wyoming y el este de Nevada, así como algunas ciudades en el este de Arizona, el sur de Alberta, el noroeste de Nuevo México, el sur de Colorado y el norte de Chihuahua, México. : 826 
La tradición verbal de la Iglesia SUD incluyen historias que los misioneros se cuentan unos a otros como parte de su iniciación y también para fomentar el cumplimiento de las reglas de su servicio misional. Los fieles cuentan historias sobre pioneros mormones, los tres nefitas y espíritus benévolos invisibles para reforzar su fe. En la época de los pioneros, ciertas canciones populares fueron escritas con prosas que elogiaban y castigaban alternativamente a líderes prominentes como Brigham Young.
Las costumbres comunes de los devotos restauracionistas incluyen recitar relatos de conversión a su fe, lo cual es especialmente común durante las reuniones de ayuno y testimonio que ocurren en sus servicios dominicales. Los miembros SUD casados también suelen contar cómo se sintieron inspirados en el proceso de elegir a su cónyuge, y algunas mujeres con hijos cuentan que la visión de un hijo no nacido les inspiró a procrear aún más hijos. En el área regional donde se asientan una concentración prominente de fieles, las invitaciones creativas para citas son una forma común para que los adolescentes se inviten a salir. El Día de los Pioneros es un feriado estatal en Utah, donde los devotos celebran patrióticamente a sus predecesores religiosos junto a varios elementos culturales de su era y el éxodo al oeste.
Las artesanías pioneras fueron inspiradas en las variadas culturas que se unieron en el territorio de Utah. Estas artesanías fueron inicialmente una necesidad comunal, por lo que los pioneros desarrollaron técnicas para adaptar sus habilidades a los materiales disponibles en la región. Más tarde, la Sociedad de Socorro promovió las artesanías para mejorar la salud mental. Junto con el acolchado y la costura, los pioneros también fabricaron joyas para el cabello, coronas de cabello humano e hilo de seda. Las ciudades en las regiones prominentemente mormona tienen una combinación única de características, que incluyen graneros sin pintar, zanjas de riego, torres de perforación de heno móviles de madera y álamos de Lombardía como cortavientos. Las lápidas en esta área comúnmente representan manos entrelazadas o un templo mormón. Los fundamentalistas mormones tienen un folclore diferente al de los Santos de los Últimos Días. Se basan en su herencia compartida de experiencia en redadas gubernamentales para unificarlos y disfrutan del baile folclórico.

## Tradición verbal

### Tradición misional
Los misioneros tienen su propio conjunto de elementos folclóricos. Según el folclorista William A. Wilson, los misioneros cuentan historias con cuatro propósitos principales: crear un sentido de camaradería, hacer frente a las presiones de la vida misional, animar a los misioneros a guardar las reglas y normas de la misión y asegurarse una victoria futura en su servicio proselitista. : 10–18 
En el servicio misional, los jóvenes cuentan historias sobre cómo los nuevos misioneros, o "verdes" (del inglés greenies), se inician en el grupo misionero existente a través de bromas, incluso si estas bromas nunca ocurrieron pero lucen creíbles y chistosas. Aprender la jerga misionera también ayuda a los nuevos misioneros a sentirse parte de la comunidad misionera. Los misioneros a menudo cuentan historias en las que algunos misioneros intentan escapar de la vida de la misión pero son descubiertos. Una "historia de viaje no autorizado" común: 13  cuenta cómo dos misioneros escriben sus informes semanales por adelantado, se los confían a su casera y se embarcan en un recorrido turístico, solo para ser sorprendidos cuando su casera envía los informes todos a la vez. Otra historia común habla de un misionero que decide romper las reglas de la misión y participar en un torneo deportivo, solo para ser descubierto por su presidente de misión cuando su foto aparece en las noticias. Estas historias se centran en héroes tramposos que fracasan y encarnan las fantasías infantiles del grupo, actuando como "una válvula de vapor aprobada para el grupo".: 14  En algunas historias que fomentan la obediencia, se cuenta de algún misionero quien desobedeciera sus reglas misionales y sufre consecuencias desastrosas. Otras historias hablan de misioneros salvados milagrosamente del peligro con el solo hecho de haber permanecido obedientes a sus normas de vida. Los misioneros también cuentan historias sobre aprovechar lo mejor de un mundo hostil, incluso si eso hace que otras personas sufran. Los misioneros en tales historias se sacuden el polvo de los pies después de dejar una ciudad que no respondió a su mensaje. Después de realizar este ritual, la ciudad es destruida por un desastre natural, guerra o depresión económica como habría ocurrido en los días del antiguo testamento. Las historias en las que las personas insultan a los misioneros, solo para encontrarse con un futuro desastroso, también son comunes.

### Narrativas populares
Los mormones cuentan en familia historias sobre los primeros miembros de la iglesia, los tres nefitas y los espíritus de los muertos. A menudo vuelven a contar historias sobre cómo los primeros miembros de la iglesia soportaron la persecución y las dificultades con el fin de inspirar y alentar a otros miembros. Las historias sobre esposas plurales a menudo hablan de la difícil situación de las mujeres al tener que compartir un marido, o al contrario, la compañía conveniente de sus hermanas esposas. J. Golden Kimball fue miembro de los Setenta y un héroe popular conocido por maldecir y socavar la autoridad; las historias que se cuentan sobre él suelen ser en su mayoría humorísticas. Las historias sobre José Smith, Brigham Young, Eliza Snow y otros fundadores tienen un estatus casi mítico.
Los Tres Nefitas son tres discípulos nefitas escogidos por Jesús en la narración del Libro de Mormón que fueron elegidos para nunca morir. En las historias modernas de los Tres Nefitas, uno o más de estos hombres aparecen para ayudar a los necesitados y luego desaparecen misteriosamente. La asistencia va desde el cuidado de los niños hasta la reparación de un automóvil. Según historiadores restauracionistas, las historias de los Tres Nefitas reflejan y refuerzan los programas de la iglesia y, al dotarlos de valores místicos, los colocan más allá de la crítica o el cuestionamiento. : 209 
Muchas familias se dedican a la investigación genealógica para realizar bautismos por los muertos. Una narrativa popular común es que un investigador ha perdido la esperanza de encontrar más información sobre algún ancestro, solo para encontrarla milagrosamente en un libro, cementerio o en manos de algún familiar desconocido. También hay muchas historias de espíritus que ayudarían a los miembros de la iglesia a realizar la obra del templo por los muertos o transmitieron su gratitud de alguna manera palpable por el devoto.

## Costumbres teológicas

### Reunión de testimonios
Relacionar relatos de conversión es una de las muchas formas en que los mormones expresan su fe. Durante la reunión mensual de ayuno y testimonio que se lleva a cabo el domingo de ayuno, algunos miembros comparten voluntariamente su dedicación a su fe de manera ritual, incluidas expresiones rituales informales. Algunas de estas expresiones informales ritualizadas incluyen usar frases tales como "sé sin lugar a dudas ... " en relación con su fe en principios de la teología. Los miembros SUD comúnmente relatan las narraciones de conversión de una manera que refleja la conversión de José Smith: como una búsqueda de conocimiento que lleva a recibir el don del verdadero conocimiento religioso y la conversión al evangelio. La estudiante de folclore Amy Ward estudió las narrativas de conversión de miembros de toda la vida y adultos convertidos a la iglesia SUD. Descubrió que los conversos adultos tenían más probabilidades de describir su conversión como parte de una larga búsqueda inconsciente de la verdad religiosa. El erudito en folclore Eric Eliason señala que los mormones tienden a preferir las narraciones de conversión sinceras, incluso humorísticas, a las melodramáticas o egoístas características de iglesias evangélicas.
Las narrativas relacionadas con la confirmación del matrimonio de una pareja, contadas en entornos de cooperación comunal, relatan cómo las personas dejan que Dios o un líder de la iglesia decidan la decisión final sobre con quién deben casarse. Esto les ayudó a superar su ansiedad en relación con escoger con quién casarse. La creencia popular de que solo existe una pareja adecuada para el matrimonio, perpetuada en los medios mormones pero no respaldada por la teología mormona, exacerba esta ansiedad. En general, las narraciones de confirmación del matrimonio respaldan la idea de que vivir con rectitud dentro de las expectativas de la teología conducirá a bendiciones como recibir confirmación espiritual sobre quién debe convertirse en el compañero de matrimonio y tener subsecuentemente un matrimonio feliz. Tales narraciones ayudan a reforzar que la comunidad es elegida en recibir experiencias espirituales especiales y ayudan a establecer y fortalecer el comportamiento socialmente deseable.
Algunas mujeres mormonas experimentan una visión de un hijo aún no nacido que las inspiró a tener más hijos. Si el próximo hijo es diferente del niño de la visión, la mujer sabe que el niño todavía ha de venir y prosigue el proceso de procreación. Margaret K. Brady documentó este tipo de narrativa y lo ve como una forma de aliviar a las mujeres mormonas de la culpa que sienten por participar en planificación familiar, porque la visión las anima a cambiar de opinión y tener más hijos. A veces estas mujeres comparten esta experiencia en una narración visionaria. Contar la historia refuerza la identidad espiritual de la mujer, dándole así una medida de poder en su comunidad religiosa.